# Лю Лімінь
Лю Лімінь (27 березня 1976) — китайська плавчиня.
Призерка Олімпійських Ігор 1996 року, учасниця 2000 року.
Чемпіонка світу з плавання на короткій воді 1993, 1995, 1997 років.
Переможниця літньої Універсіади 1995 року.